# Козеров
Козеров (нем. Koserow) — община в Германии, в земле Мекленбург-Передняя Померания.
Входит в состав района Восточная Передняя Померания. Подчиняется управлению Узедом-Зюд. Население составляет 1669 человек (на 31 декабря 2010 года). Занимает площадь 6,01 км².
Впервые упоминается в 1347 году под названием Cuzerowe (что значит «козёл» или «дрозд»). По легенде, в пещерах недалеко от Козерова пират Клаус Штёртебекер нашёл тайник с сокровищами. В начале XVIII века Козеров вошёл в состав прусской Померании.
Всё время существования посёлка его жители жили за счёт рыболовства и сельского хозяйства. После подключения 1 июня 1911 года к железнодорожному сообщению Козеров стал популярным курортом. Входит в число четырёх городов Amber Spa вместе с Цемпином, Лоддином и Иккерицем. Все они расположены в самой узкой части острова, на 12-километровом участке Янтарного пляжа. В 1993 году стал сертифицированным курортом. В Козерове можно заняться парусным спортом, сёрфингом, плаванием, совершать пешие и велосипедные прогулки по живописным окрестностям.